# Noé
Noé (héber נֹחַ, נוֹחַ, biblikus héber Noaẖ, mai Nōăḥ, arab نُوح Nūḥ, ógörög Νῶε, Nóe) a Héber Biblia (keresztény Ószövetség) egyik szereplője.
Lámek fia, az Ószövetség alapján Ádám 10. nemzetségbeli utóda, egy istenfélő ember egy istentelen korban. Az emberiség második ősatyja, mivel az egész emberiséget elpusztító vízözönből csak ő menekült meg családjával együtt (feleségével, három fiával és három menyével, összesen nyolc emberrel), hogy fiaiban, Sémben, Kámban  és Jáfetben továbbvigye az emberi életet. Isten a vízözön után megáldotta Noét fiaival együtt, szaporodásra és a természet fölötti uralomra rendelte őket, mintegy megismételve az első emberpárnak mondott áldást.
Noéról nemcsak Mózes első könyve és a posztbiblikus zsidó irodalom legnagyobb tematikus rendszerbe foglalt gyűjteménye, a Talmud szól, hanem az iszlám elsődleges forrása és szent irata, a Korán is az öt legnagyobb próféta egyikének tartja.

## Noé életkora
A Teremtés könyve szerint 950 évig élt, amit az Újszövetség is megemlít.
A magas életkort sokan azzal magyarázzák, hogy akkor máshogy számolták az éveket:
- Az akkori évek csak 3 hónapból álltak
- Az ókori Mezopotámiában a holdhónapokat jegyezték fel és így nem 365, hanem csak 75 nap/év-nyi életkor számolható.

Ezek Noéra nem alkalmazhatók, hiszen a Biblia feljegyzi, hogy a vízözön után a bárka a 7. hónapban feneklett meg és a 10. hónapban váltak láthatóvá a hegyek csúcsai. Továbbá megemlíti, hogy Isten a vízözön után csökkentette le az emberek maximális élettartamát 120 évre. (Ezután már nem egy újabb özönvíz, hanem a természetes halál szabott korlátot a bűnnek az emberi életben.)
Számos tényező hozzájárulhatott a Noé korabeli emberek hosszú életéhez, de sok nézet alapján az akkori emberek sokkal nagyobb életerővel rendelkeztek, mint ma rendelkezünk. Eszerint ha nem rendelkeztek volna nagyobb életerővel, mint a mai emberek, akkor az emberiség már régen kihalt volna. Később állandó volt a hanyatlás. Mózes könyveiben részletes leírást találunk, hogy zajlott a világtörténelem kezdetén az egyéni és társadalmi élet. Mégis az ő leírásaiban sehol nem találunk egy esetet sem, hogy egy csecsemő, gyermek vagy ifjú természetes halállal fiatalon halt meg vagy pedig bénán, süketen vagy sérülten született volna. Jóval később, Krisztus első eljövetele alkalmával az emberiség már annyira elfajult és elkorcsosult volt, hogy elé vittek nemcsak öregeket, hanem ifjakat, gyermekeket is különféle betegségekkel.
A sumer királylista, amely I. e. 2100 körül ékírással készült, a hajdani királyokat özönvíz előttiekre és utániakra osztja. Az első 30-35 nemzedék uralkodási idejét hihetetlen hosszúra (sok ezer évre) teszi, majd az özönvíz (Gilgames-eposz) után a királyok uralkodási ideje lényegesen lerövidült. A tudósok sokáig nem is hitték, hogy ezek a királyok valóban léteztek, míg az ásatások nem egyről közvetlen bizonyságot hoztak napvilágra: korabeli tárgyakat, köveket, táblákat, az ő nevükkel ellátva. Bár az uralkodási idejüket nem tudjuk igazolni, de létezni nyilvánvalóan léteztek.
Sok ezer km-rel távolabb, a kínai hagyomány szintén rendkívül hosszúra teszi a legelső uralkodóik uralkodása idejét, ami egy idő után nagyon lerövidül. (lásd: kínai uralkodók listája)

## Noé bárkája

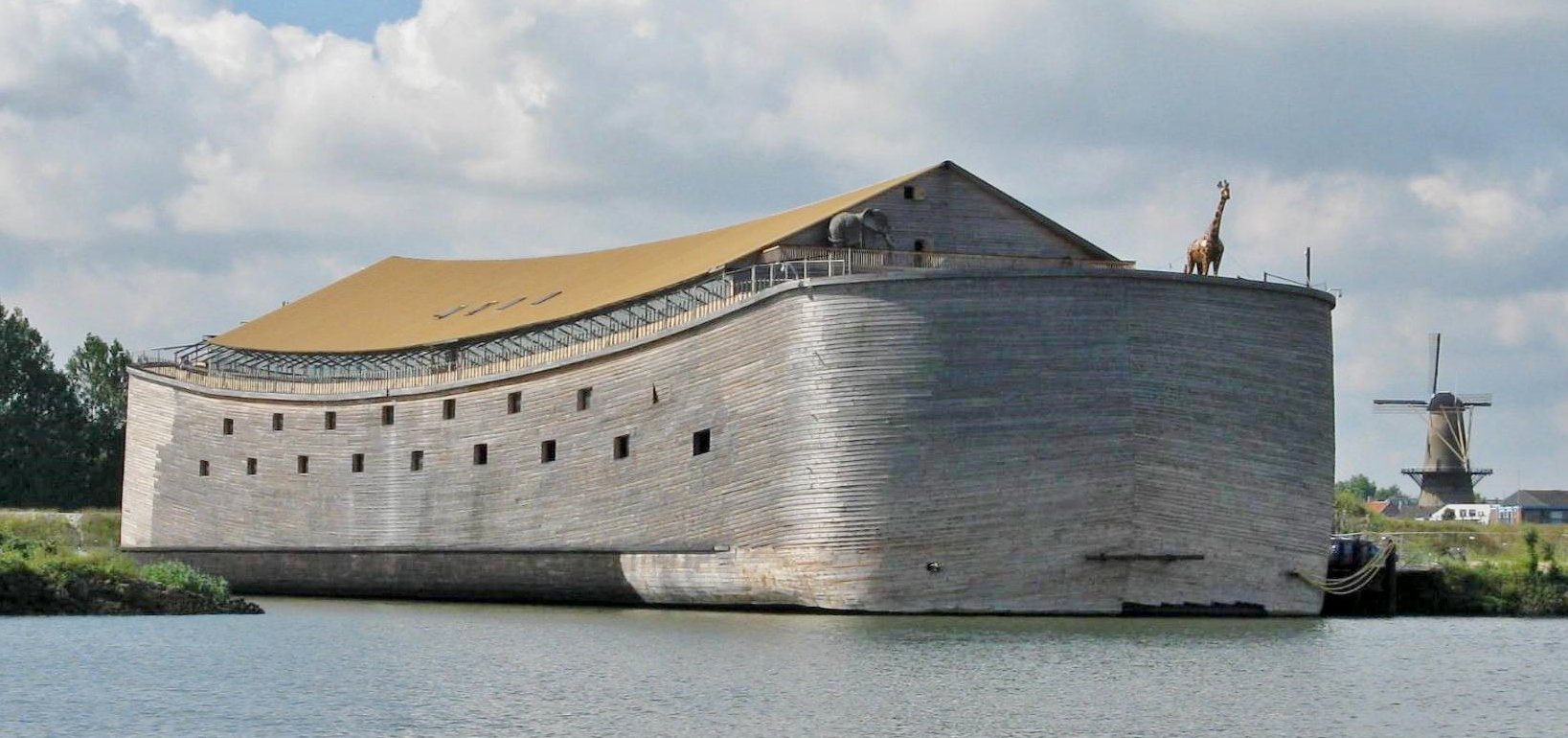
A bárka leírása alapján készült életnagyságú modell Hollandiában

A bibliai leírás szerint a bárka gófer fából épült és szurokkal volt vízállóvá téve. A bárka belsejében rekeszek voltak.
A bárka hossza háromszáz sing (137 méter), szélessége ötven sing (22,8 méter), magassága harminc sing (13,7 méter). Egy ablak sor volt rajta egy singre (az ókori „sing” mértékegység, amely a felnőtt átlagember könyökétől a kinyújtott kézfej középső ujjáig mért körülbelül 45,7 cm-es távolság) felülről és egy ajtaja volt oldalt. A bárka belseje három szintre oszlott és térfogata meghaladta a 40 ezer m³-t.
A modern hajózás több ízben kimutatta és bizonyította, hogy egy, a Noé bárkájának a méreteivel rendelkező, fából készült vízi jármű nem hajózható, arra a nyílt vízen olyan erők hatnak, amelyekkel a fából készült test nem képes megbirkózni.

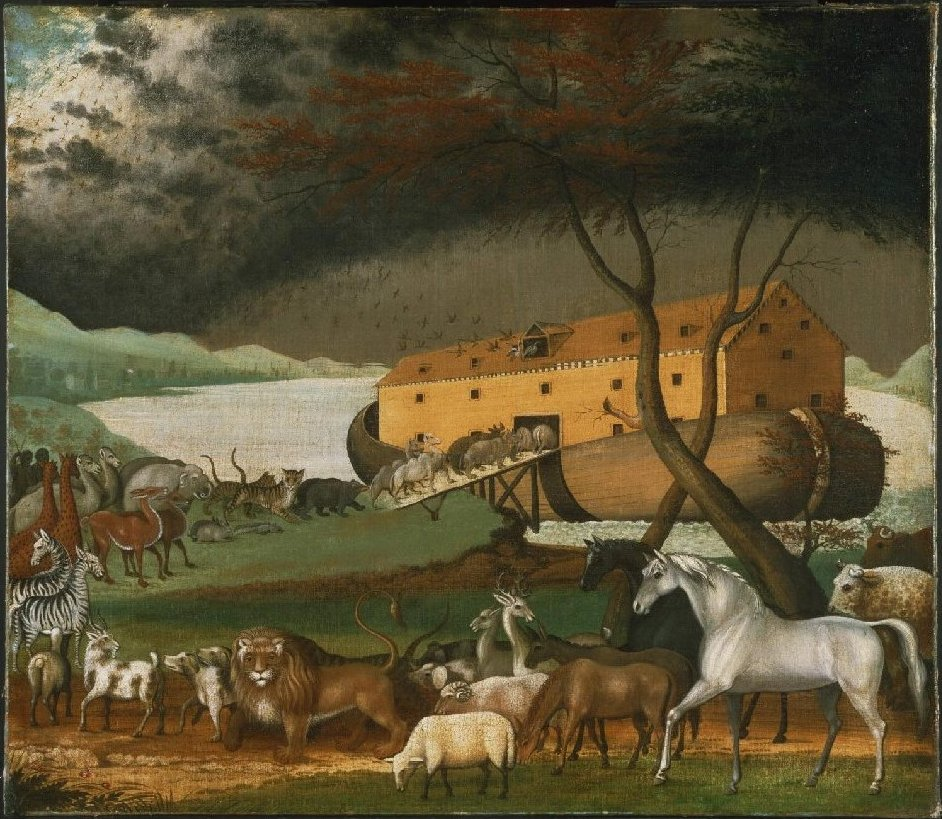
Noé bárkája Edward Hicks festményén

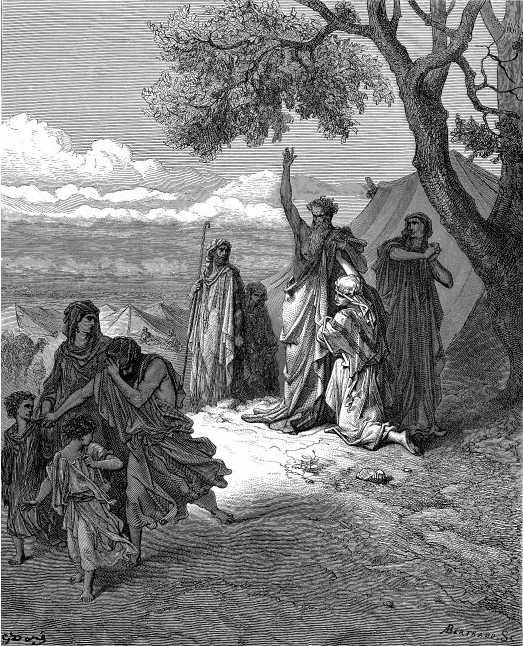
Gustave Doré: Noé megátkozza Hámot

## Noé részegsége
A bibliai ember szereplője, Noé földműves volt és szőlőt telepített, ám a bortól megrészegedett és részegen feküdt a sátrában.  
Noé, a földműves, szőlőt kezdett telepíteni. Amikor bort ivott, megrészegült és meztelenül feküdt sátrában. Hám, Kánaán atyja látta apja meztelenségét és elmondta két testvérének. Akkor Szem és Jáfet fogták a felöltőt, mindketten a vállukra terítették, háttal bementek és betakarták apjuk meztelenségét. Arcukat elfordították, így nem látták apjuk meztelenségét. Amikor Noé fölébredt részegségéből és megtudta, mit tett vele legkisebb fia, így szólt: "Legyen átok Kánaánon, legyen a legkisebb szolga testvérei között." Azután ezt mondta: "Áldott legyen az Úr, Szem Istene és Kánaán legyen a szolgája. Isten adjon tág teret Jáfetnek, lakjék Szem sátraiban, és Kánaán legyen a szolgája."
Másnap Noé a történteket megtudva megátkozza legifjabb fiát tettéért. Ebből magyarázza a Teremtéstörténet Hám ivadékainak alávetettségét.
Kánaán a szentföld Izrael előtti neve, a Noé által megátkozott Kánaán pedig Noé unokája, Hám fia. A Szentírás további könyvei szerint a zsidók meghódították Kánaánt Egyiptomból való kivonulásukat követően, s bizonyos kánaánita népeket és törzseket kiirtottak, illetve uralmuk alá vontak, de volt olyan időszak, amikor egy-egy népcsoportnak sikerült felülkerekednie a zsidókon.

## Noé hét törvénye
A Noachida, azaz Noé fiainak a hét törvénye: hat közülük tulajdonképpen tiltás, csak egy a cselekvést igényelő parancs. A tilalmak a következők:
- a bálványimádás tilalma
- az istenkáromlás tilalma
- az ölés tilalma
- a lopás tilalma
- a tiltott nemi kapcsolatok tilalma (pl. közeli rokonok között)
- élő állatból származó hús fogyasztásának a tilalma
- bírósági rendszer felállításának a kötelezettsége (Genesis 6:9 – 11:32)[16]

A hét parancs ilyen formában a keresztény Ószövetségben (a zsidó Szentírásban) sehol sem szerepel. A Talmud szerint, aki ezeket a parancsokat betartja, az üdvözül.

## A bárka maradványai
Napjainkban is számos embert lenyűgöz Noé bárkájának valóságos maradványai után folyó kutatás, aminek kezdetei legalább a harmadik századig, Kaiszareiai Euszebiosz történetíró koráig nyúlnak vissza. 
Számos híresztelés, megbízhatatlan információ, tanúságtétel és „tudományos” expedíció dacára, nincsenek régészeti szakértők által is elfogadható bizonyítékok a bárka múltbeli létezésére.